# احمد بیبو

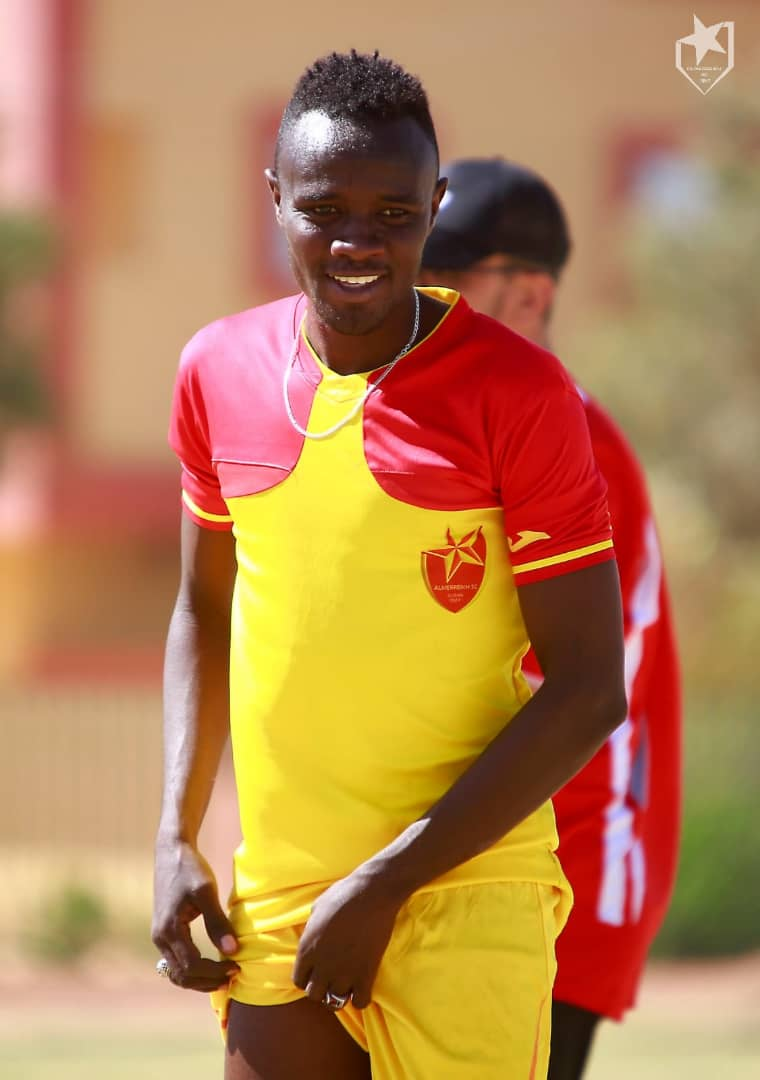
احمد آدم بیبو

احمد بیبو (انگلیسی: Ahmed Bibo؛ زادهٔ ۱ سپتامبر ۱۹۹۴) بازیکن فوتبال اهل سودان است.
وی همچنین در تیم ملی فوتبال سودان بازی کرده‌است.